# Kikuyu Central Association
La Kikuyu Central Association (KCA), liderada por James Beauttah y Joseph Kang'ethe, fue una organización política de la Kenia colonial formada en 1924-25 para representar a la comunidad kĩkũyũ presentando sus quejas al Gobierno Británico. La principal fuente de tensión entre ambos fue la pérdida por parte de los granjeros africanos de las tierras más productivas en favor de los colonos.
La KCA se formó tras la prohibición de la anterior Young Kikuyu Association, fundada por Harry Thuku, y la East African Association. Jomo Kenyatta, que sería más tarde el primer presidente de Kenia, llegó a Secretario General en 1927.
La KCA fue prohibida en 1940 cuando la Segunda Guerra Mundial alcanzó el África Oriental. Posteriormente algunos combatientes Mau Mau consideraron que su lucha era una continuación de la KCA y se llamaban a sí mismo KCA.
El final de la Segunda Guerra Mundial llevó a la constitución de un nuevo tipo de organización africana que iba más allá de las divisiones tribales con el auge de la Kenya African Union, que más tarde sería la Kenya African National Union (KANU).
La KCA publicaba el Muiguithania, un diario en lengua kikuyu. Fue prohibido junto con la propia KCA en 1940.